# Шёненберг (Шварцвальд)
Шёненберг (нем. Schönenberg) — община в Германии, в земле Баден-Вюртемберг.
Подчиняется административному округу Фрайбург. Входит в состав района Лёррах. Население составляет 347 человек (на 31 декабря 2010 года). Занимает площадь 7,43 км².